# Street art

Street art, autor: Banksy, Bristol

Street art, někdy též také známo jako post-graffiti, je forma vizuálního umění, která vzniká na veřejných prostranstvích, často bez výslovného povolení vlastníka nemovitosti. Zahrnuje širokou škálu uměleckých projevů, včetně aspektů graffiti, šablon, nástěnných maleb, pšeničné pasty a dalších technik. Street art se často používá jako prostředek sebevyjádření, sociálního komentáře nebo politického aktivismu.
Někdy se pod pojem street art řadí i pouliční umění (hudba, tanec, divadlo, živé sochy atd.).

## Techniky
Vzhledem k tomu, že tradiční graffiti umělci používají nespoutané spreje k tvorbě svých děl, street art zahrnuje mnohem více médií a technik, jako jsou wheatpasting, nálepky, stencil graffiti (šablonové graffiti), tvorbu mozaik, video projekci a street instalaci. Z těchto důvodů je street art někdy nazýván jako „post-graffiti“. Street art může být nalezen kdekoliv na světě. Street umělci proto často cestují, aby rozšířili svůj design. 

## Dokumentace
Nejobsáhlejší a nejhlouběji provedenou online dokumentací je zřejmě Wooster Collective.

## Street umělci
Práce umělců Banksy, ORB, Os Gemeos a Krit@ si zasloužila celosvětové uznání a je vystavena v muzeích a galeriích, stejně tak i na ulicích…

## Galerie

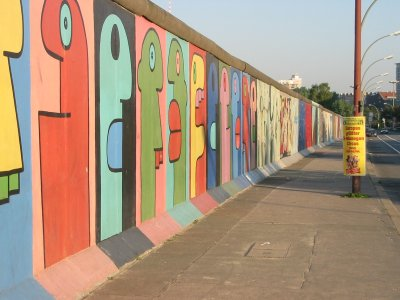
East Side Gallery, Berlín
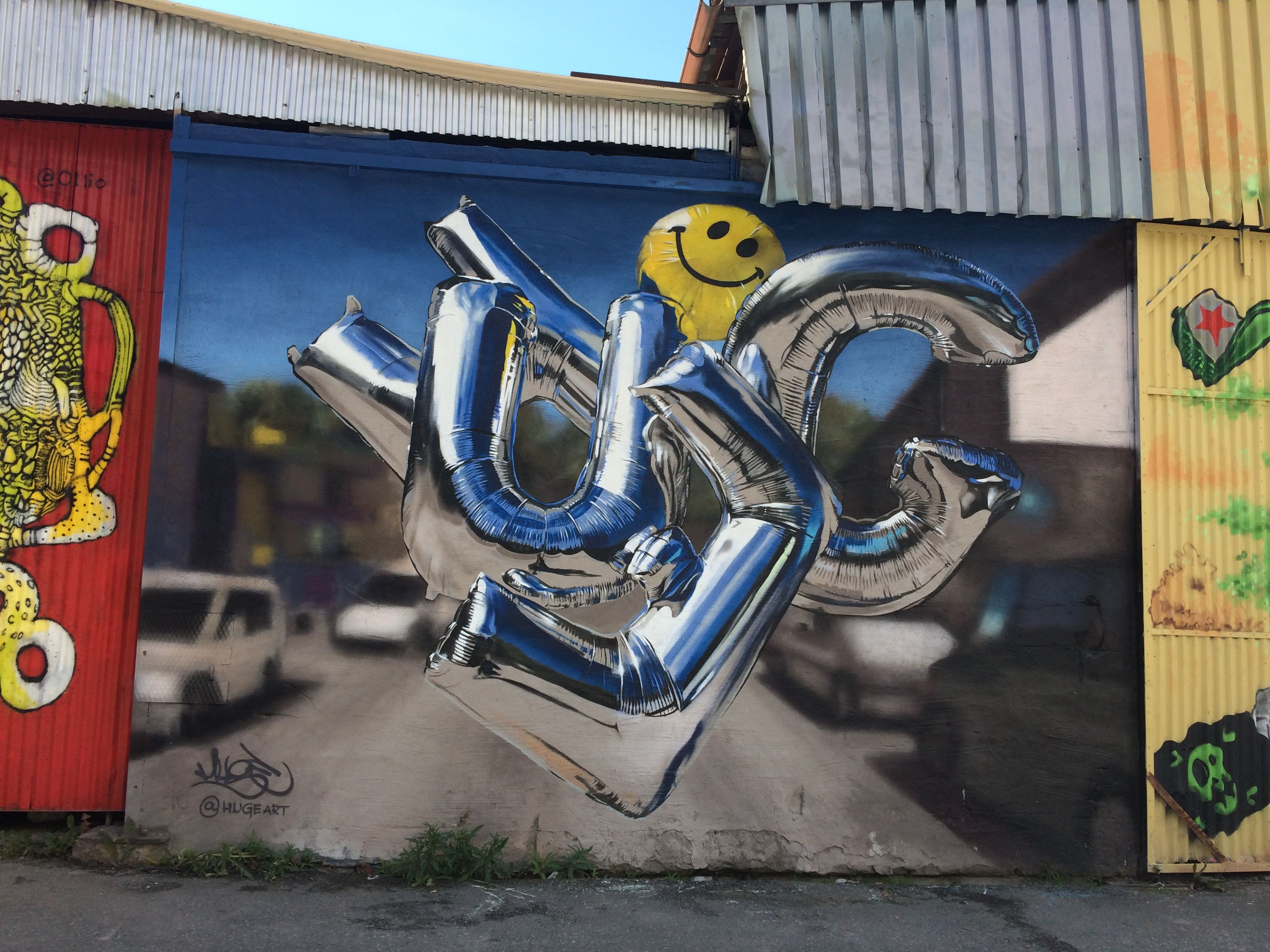
Snösätra
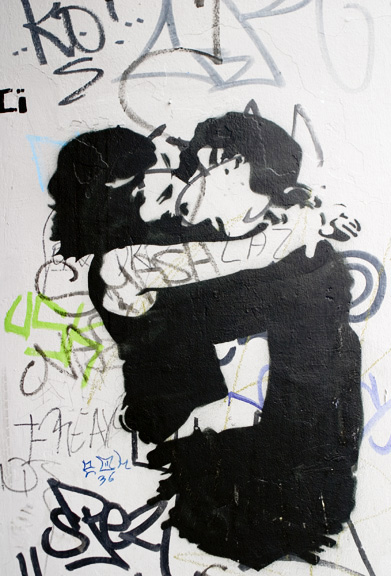
Obraz podle šablony a tagy, Berlín
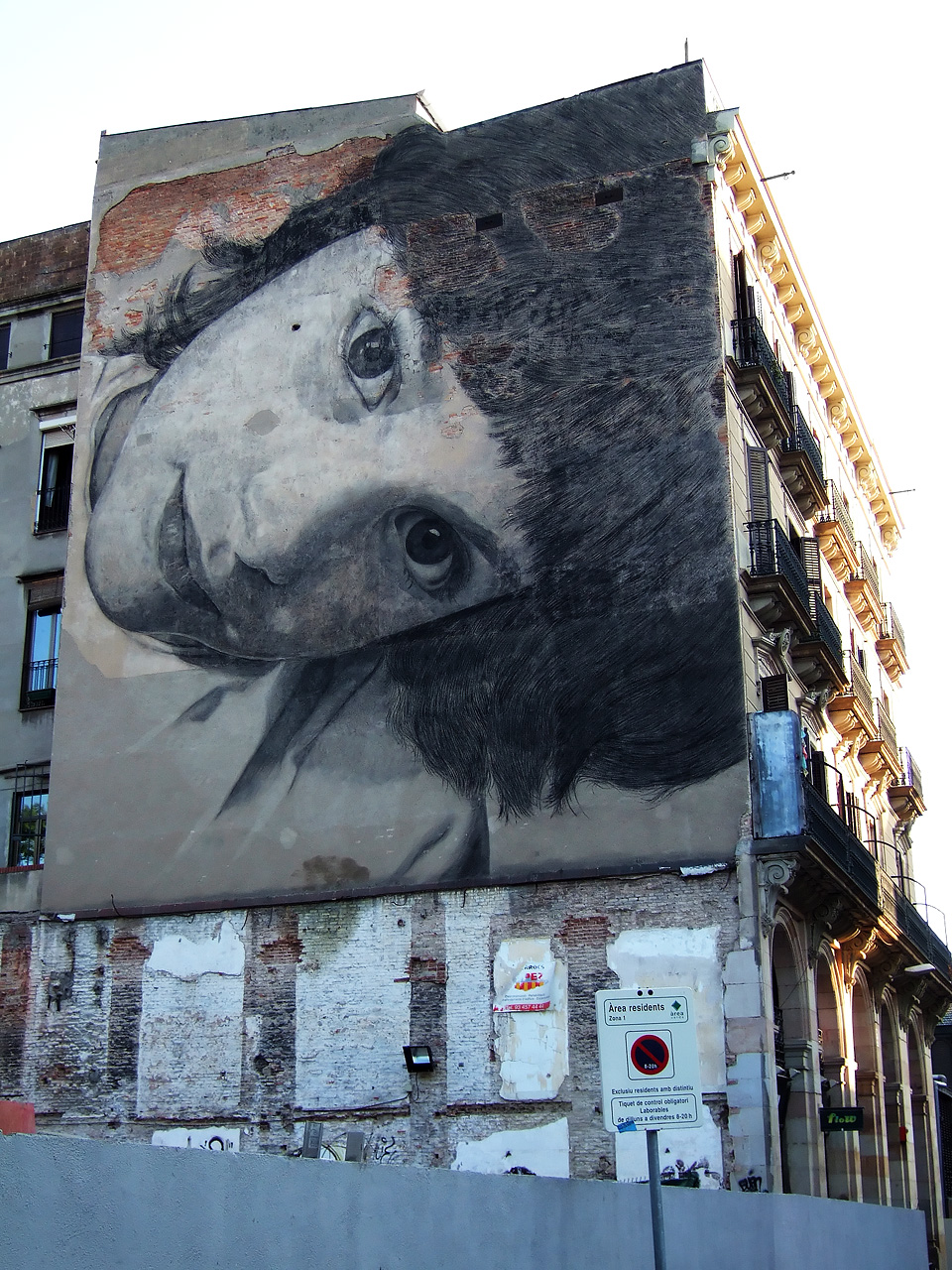
Malba na zdi, Barcelona
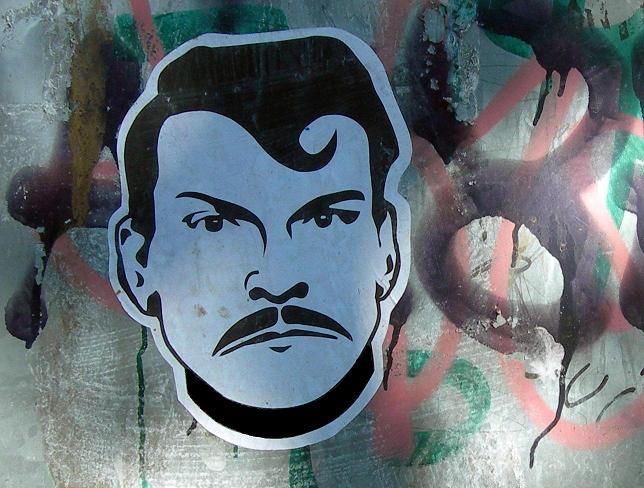
Christer Pettersson, Stockholm